# 楠罗莱
楠罗莱（Namrole）是印度尼西亚马鲁古省的一个城镇，位于布鲁岛南部海岸，是南布鲁县的县治所在，南滨班达海。2010年统计，楠罗莱区（印尼语：Kecamatan Namrole）人口共10,809。楠罗莱机场位于城镇西部海岸，有飞往省会安汶的航班。

## 资料来源
1. ↑  Biro Pusat Statistik, Jakarta, 2011.